# Smile (chanson)
Pour les articles homonymes, voir Smile.
Smile est une chanson écrite à partir d'une musique de Charlie Chaplin, qui est le thème de la romance du film Les Temps modernes, sorti au cinéma en 1936. Cette musique était à l'origine sans paroles.
En 1954, John Turner (en) et Geoffrey Parsons (en) lui ajoutèrent des paroles et lui donnèrent le titre Smile (« Souris » en français). Nat King Cole enregistra la chanson, qui fut ensuite reprise par de nombreux interprètes comme Judy Garland, Dalida (sous le titre Femme), Diana Ross, Michael Jackson (cf. infra), Robert Downey Jr., Janelle Monáe, Hugh Coltman, Gregory Porter, Barbra Streisand, Seal, ou encore Lady Gaga.
Lucienne Delyle en a interprété une version en français (« Ton sourire est dans mon cœur ») en 1954, à la suite d'une adaptation d'Henri Contet.

## Version de Michael Jackson
Singles de Michael Jackson
HIStory/Ghosts
(1997) You Rock My World
(2001)
Pistes de HIStory
Little Susie
(14)
Michael Jackson a enregistré la chanson Smile en 1995 pour son double album HIStory. Sa version de la chanson était planifiée pour sortir comme 8e single de l'album, mais la maison de disques Sony a jugé qu'il n'était pas nécessaire d'investir pour ce single alors que la promo pour l'album HIStory était en fin de vie. Cependant quelques exemplaires du single sont sortis en Allemagne et aux Pays-Bas. Aujourd'hui, à cause de cette faible production, leur valeur est estimée à 500 €.
Pendant les derniers concerts de la tournée HIStory World Tour, Smile était joué en mémoire de la Princesse Diana.
Le 7 juillet 2009, le frère du King of Pop, Jermaine Jackson a interprété cette chanson au Staples Center durant la cérémonie des funérailles de la star disparue. On peut aussi noter que Jermaine Jackson s'est trompé dans les paroles, au lieu de chanter « Light up your face with gladness, hide every trace of sadness » (« Illumine ton visage avec la joie, cache toutes traces de tristesse ») il a chanté « Light up your face with sadness, hide every trace of gladness » (« Illumine ton visage avec la tristesse, cache toutes traces de joie »).
En 2009, la chanson s'est notamment classée 74e au Royaume-Uni, 71e en Allemagne et 56e en Australie.

## Autres versions
D'autres artistes ont repris cette chanson, dont notamment : Lady Gaga, Timi Yuro, Tony Bennett, Barbra Streisand, Céline Dion, Stevie Wonder, Eric Clapton, Amanda Lear, Petula Clark, Dave Gahan, Jacky Terrasson, Michael Bolton, Chris Botti, Michael Bublé, Shirley Bassey, Seal, Jimmy Durante, Roberto Carlos, Charice, Holly Cole, Natalie Cole, Chick Corea, Elvis Costello, Skeeter Davis, Djavan, Dave Gahan, Josh Groban, Steve Howe avec Martin Taylor, Rickie Lee Jones, Udo Jurgens, La India, Trini Lopez, Scott Matthew, Johnny Mathis, Brad Mehldau, Mísia, The Peddlers, Madeleine Peyroux, Pino Presti, Ray Quinn, Sun Ra, Demis Roussos, Jimmy Scott, Martin Taylor, Il Volo, Russell Watson, Westlife, Kimberose et Steve Lukather, Avishaï Cohen, Mandy Harvey, Chubby Tavares, le cast de Glee

## Cinéma
Sauf indication contraire, les informations mentionnées dans cette section peuvent être confirmées par la base de données cinématographiques IMDb,  présente dans la section « Liens externes ».
- 1992 : Chaplin de Richard Attenborough[6]
- 2002 : Ah ! si j'étais riche de Michel Munz et Gérard Bitton
- 2019 : Joker de Todd Philips[7]